# بساماتیک
بساماتیک (به انگلیسی: Bessamatic) یک دوربین عکاسی تک‌لنزی بازتابی ۳۵ میلی‌متری ساخت شرکت فویگتلندر است.